# Runtuna kyrka

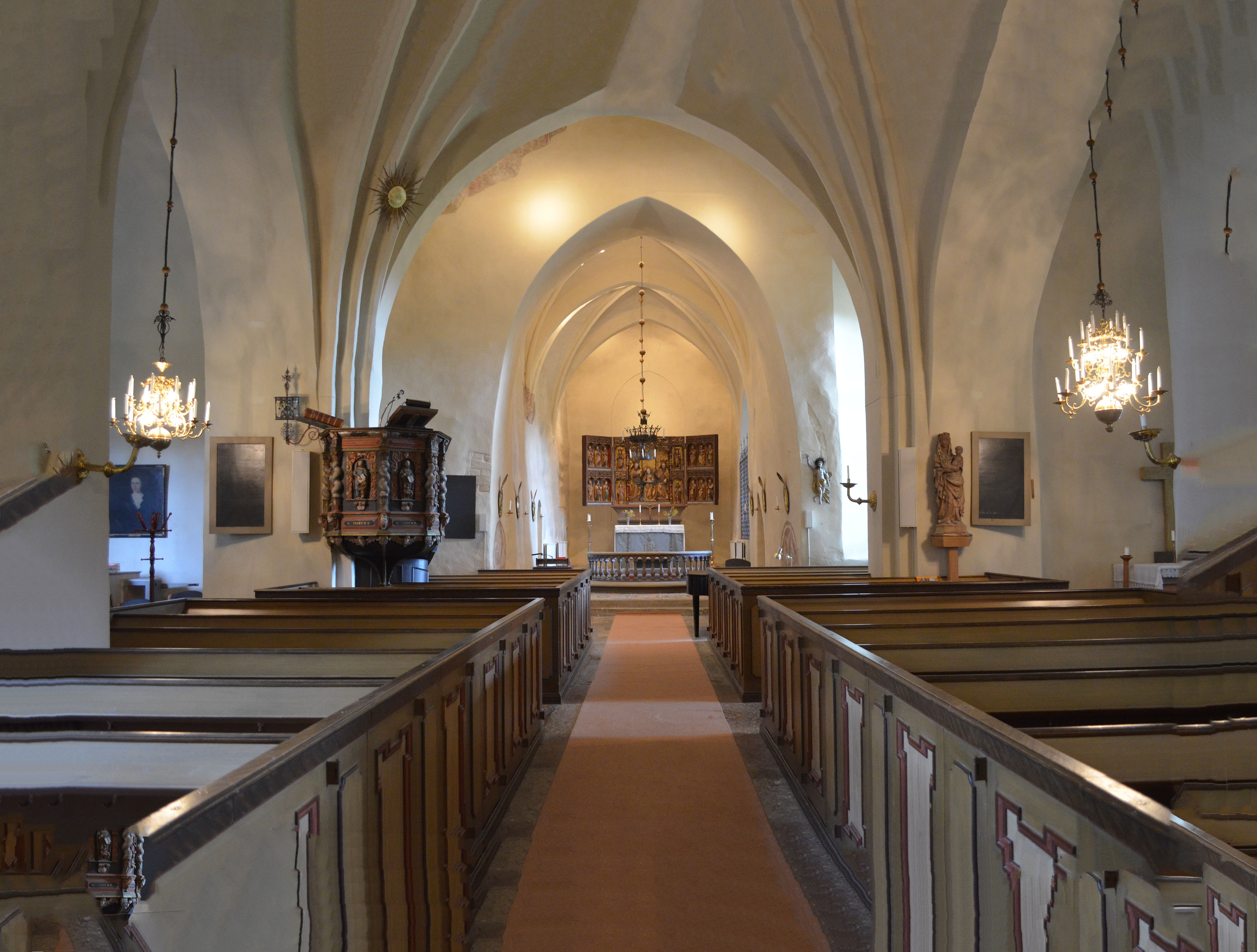
Kyrkosalen

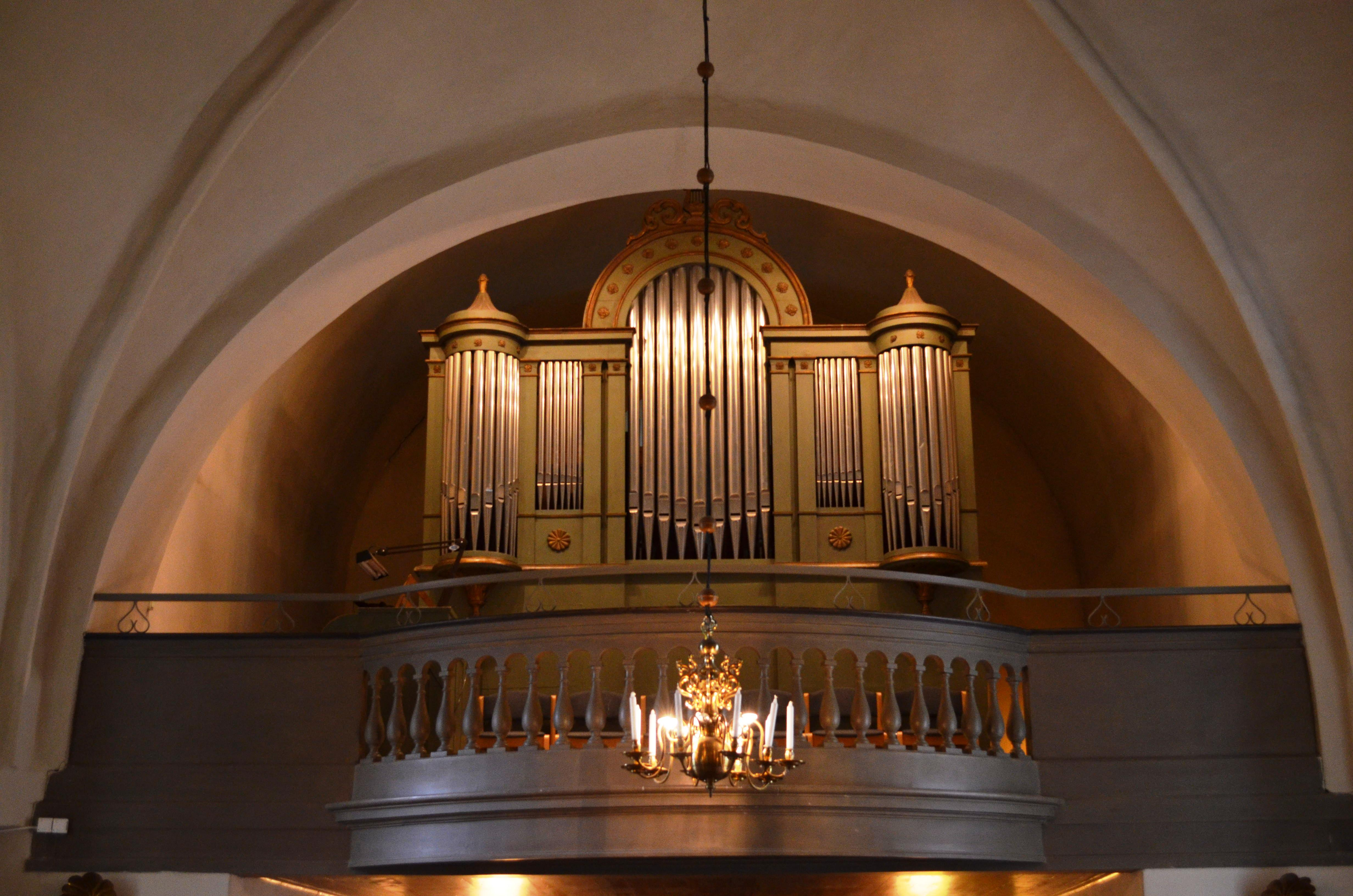
Kyrkorgeln

Runtuna kyrka är en kyrka som tillhör Rönö församling i Strängnäs stift. Kyrkan ligger omkring tre kilometer nordväst om samhället Runtuna i Nyköpings kommun.

## Kyrkobyggnaden
Stenkyrkan uppfördes på 1100-talet. Sakristia tillkom på 1200-talet, samtidigt som ett äldre mindre kor med absid ersattes av ett större. Vapenhuset är tillfogat under 1400-talet. Vid början av 1400-talet försågs kyrkorummet med målningar av den så kallade Unionsmästaren i valvet som av allt att döma då nyligen ersatt ett äldre plant brädfordrat tak. En uppgift från 1579 anger att kyrkan då haft ett torn som störtat ned. Det är oklart om det handlar om ett då pågående tornbygge eller om kyrkan från början haft torn. Av planen framgår dock att den uppförts ned ett västtorn i åtanke. Ett gravkor för ätten Lindhielm på Lindö tillfogades 1706. Åren 1759–1762 tillbyggdes korsarmar åt norr och söder. År 1954 avdelades halva norra korsarmen till gravkapell.
För att ge större utrymme i kyrkan uppfördes 1646 en läktare i väster för 50 personer. Den blev dock mycket mörk och det var svårt se på den, och prästen syntes också dåligt därifrån. Den revs och ersattes av en större läktare med 250 platser. 1693–1700 uppfördes ytterligare en läktare över predikstolen med plats för 50 personer. I samband med ombyggnaden 1759–1762 revs dessa läktare bortsett från den västra. I samband med en renovering 1889 kortades dock läktaren av för att ge bättre synfält, och väggarna bilades av och förtunnades för att ändå ge plats för orgeln här. I samband med renoveringen 1889 ersattes även de äldre slutna bänkkvarteren med lösa bänkar. En kamin sattes 1877 in i kyrkan, och vid renoveringen 1889 hade valven redan hunnit bli svarta av sot och fick putsas om, och ganska snart var de åter lika sotiga.

## Inventarier[1]
- Altarskåpet är från början av 1500-talet. Troligen är det tillverkat i Lübeck. Det flyttades 1856 bort från altaret till Lindhielmska gravkoret, men flyttades efter renovering 1925 tillbaka till altaret. Altarskåpet av bildar Marie kröning.
- Predikstolen är tillverkad 1682 av Anders Larsson i Björkvik. På korgens bildfält avbildas de fyra evangelisterna.
- En madonnaskulptur från 1250 är mycket skadad. Ännu en madonnaskulptur från 1300-talet är uppsatt på bågen i södra korsarmen.
- En helgonbild av Sankt Erik från slutet av 1400-talet är sedan 1910 deponerad på Statens historiska museum. En helgonbild av Sankt Erasmus från samma tid. Den har förlorat sitt huvud.
- Dopfunten av kolmårdsmarmor är tillverkad 1956.
- En äldre dopfunt i sten, tillverkad på 1200-talet.
- Två medeltida rökelsekar i brons, ett ciborium i förgylld brons har sålts från kyrkan till Statens historiska museum
- Två ljuskronor i järn är troligen också medeltida.

## Minnesmärken[1]
- Främst märks Mårten Lindhielm, för vars räkning Lindhielmska gravkoret uppfördes. Hans kista står ännu i gravvalvet under koret, och hans huvudbanér häringer i koret.
- I gravkåret finns även några enkla 1700-talsmålningar med porträtt av Kristina, Karl X Gustav, Hedvig Elonora, Karl XII som ung, Ulrika Eleonora och Hevidg Sofia. Dessuom finns porträtt av församlingens präster mellan 1679 och 1780 samt 7 prästfruar från samma tid. Kyrkan äger även ett porträtt av kyrkoherden Theodor Söderberg död 1893, som lade ned mycket arbete på utforskande av kyrkans historia.
- I kyrkan finns en gravhäll med en sovande rustningsklädd krigare, av klädseln att döma härrör den från tidigt 1600-tal, men tyvärr går vapnet på hans vapensköld inte längre att uttydas. Det har antagits att det möjligen kan vara graven efter Konrad von Tecklenburg, som stupade utanför Livland omkring 1623 och ägde gods i Runtuna.

## Silver[1]
Det äldsta silverföremålet är en päronformad kanna inköpt 1676 och tillverkad av Henning Petri, Ett par ljusstakar av samme guldsmed är tillverkade vid ungefär samma tid, men skänktes till kyrkan först 1720 av landshövding Lindhielms änka. Dopskål, kalk, patén och oblatask kom till kyrkan vid mitten av 1700-talet. Ytterligare en kanna är gjord 1780 av nyköpingsskilversmeden Anders Ulfsberg. Den är tillverkad av silver från en kalk och en patén, som kyrkoherde Bruhn skänkte kyrkan 1706 efter sin hemkomst från kriget i Polen som tackoffer vid sin hustrus kyrktagning. Sockenbudstyg och brudkronor härrör från 1800-talet.

## Textilier[1]
Bland textilierna märks ett antependium med Lindhielmska och Beijerska vapnen, skänkt av landshövding Mårten Lindhielm och hans hustru Margareta von Beijer på Lindö. Några guldbroderier från ett gammalt antependium från 1685 har sytts om på rött kläde 1902. En mässhake med initialerna ASSR och årtalet 1759 gavs av löjtnant Anders Stenbergs änka Sara Roth på Tomsäter. En mässhake i svart sammet inköptes 1839. En dopdräkt i grönt siden skänktes från Lindö 1758 och hyrdes ut vid dopen mot en mindre avgift och finns ännu bevarad.

## Kyrkklockor
- Storklockan är gjuten i början av 1500-talet, den har en latinsk inskription som lyder: "Denna klocka tillhör helige Olav i Runtuna socken".
- Lillklockan är gjuten av klockgjutare Jöran Funtesson i Stockholm 1639. Den finansierades genom insamling i socknen.

### Orgel
- 1600-talets början finns en orgel i kyrkan.
- 1693 eller 1680 bygger Olof Lax, Nyköping en orgel med 5 stämmor. Den var placerad på en läktare över altaret.[2]
- 1773 bygger Jacob Westervik, Stockholm en orgel med 8 stämmor placerad på västra läktaren. Orgeln utökades med 10 stämmor 1802 av Lorentz Peter Lorin, Linköping
- 1858 bygger Carl Johan Lund, Stockholm en orgel med 11 stämmor.
- 1871 bygger Erik Adolf Setterquist, Örebro en orgel med 10 stämmor.
- Den nuvarande orgeln är byggd 1954 av Olof Hammarberg, Göteborg och är en pneumatisk orgel. Den har två fria kombinationer, registersvällare, automatisk pedalväxling och tremulant. Fasaden är från 1858 års orgel.

| Huvudverk I        | Svällverk II      | Pedal         | Koppel  |
| Principal 8´       | Rörflöjt 8´       | Subbas 16´    | I/P     |
| Gedakt 8´          | Fugara 8´         | Oktava 8´     | II/P    |
| Oktava 4´          | Principal 4´      | Nachthorn 4´  | II/I    |
| Flöjt Oktaviant 4' | Gemshorn 4'       | Mixtur 3 chor | II 4'/P |
| Kvinta 2 2/3'      | Svegel 2'         | Fagott 16'    |         |
| Oktava 2'          | Larigot 1 1/3'    |               |         |
| Mixtur 3-4 chor    | Scharf 2 chor     |               |         |
| Trumpet 8'         | Dulcian 8'        |               |         |
|                    | Crescendosvällare |               |         |

### Webbkällor
- Rönö församling informerar om kyrkan
- anläggningspresentation
- byggnadspresentation